# 紅蘭
紅蘭（くらん、1989年8月30日 - ）は、日本の女性タレント、実業家。本名及び旧芸名は草刈 紅蘭（くさかり くらん）。
東京都出身。株式会社BROSKY所属。

## 人物
- 父親は俳優の草刈正雄、母親は元モデル兼女優の大塚悦子、弟はKANDYTOWNのYUSHI（本名：草刈雄士）、妹は女優の草刈麻有。
- 名付け親は、生まれた当時父がお世話になっていたボイストレーナーの女性である。井上靖の小説『蒼き狼』に登場する忽蘭（クラン）に由来し、字画を考慮したうえで「紅蘭」の字を当てられた。なお、弟、妹（草刈麻有）の名付け親もこのボイストレーナーである[2]。
- 父曰く、幼少の頃からテレビを見ない子で、子供の頃はタモリ・ビートたけし・明石家さんまのビッグ3のことも知らなかったという[3]。
- 小学生の頃は、毛皮のコートを着て学校に通っていた[4]。
- ボクサーという種類の犬を飼っている[5]。
- 芸能活動を始めたきっかけは、洋服ブランドを経営する友人からモデルに誘われたことである。紅蘭は単にそのブランドのウェブサイト上でモデルをしたいと伝えたつもりであったが、本格的なモデル業への関心だと思った友人から事務所を紹介され、成り行きで芸能活動を始めることになった[6]。
- 芸能界で活動する理由は「自分がテレビに出て、日本に刺激を与えたいから」であり、「自分がやりたいことを何があってもやるべきだし、紅蘭みたいにバカなこと言う人間でも、人生幸せになれることを見せたい。それがテレビに出てる理由だけど、本当に嫌になったらすぐ辞める」と語っている[6]。
- 2013年6月9日に日本テレビにて放送された『有吉反省会』に出演し、全裸で派手なメイクでセクシーなダンスを披露した。放送後にブログのアクセス数が30倍に増加するほどの反響であった[7]。
- デビュー当時は本名で活動していたが、前述の『有吉反省会』出演時に司会の有吉弘行から「反省の禊」として「草刈を名乗らないこと」を指示され、以降は「紅蘭」名義で活動している[8]。
- 2014年4月に行なわれたイベントで父親の草刈正雄と初共演した。サプライズで紅蘭が父へ感謝の手紙を読み、感極まって二人して涙を流した[9]。
- 無類のチーズ好き[10]。
- 2019年11月11日にTBSテレビ系列で放送された『名医のTHE太鼓判! 秋の芸能人余命宣告スペシャル』に出演し、16歳から30歳までの14年間自力で排便できず、チューブを通してコーヒーを用いて浣腸する方法で排便していることを告白し、出演者たちを驚かせた。さらに大腸の内視鏡検査で1センチを超えるポリープが見つかり、癌化する可能性が高いと医師から診断され、手術を受けることを公表[11]。11月19日に自身のInstagramでポリープ切除手術を受けたことを明かし、手術の検査結果について「ポリープ切除してから結果がでました。私のポリープは腫瘍ポリープでした!全て綺麗に切除できたのでとりあえずは安心しました」とInstagramで報告した[12]。
- 2020年12月15日、Instagramを更新し、大腸検査を受けたところ、再びポリープが2つ見つかったことを公表[13]。
- 2021年5月2日、4か月前に急な腰の激痛に襲われ病院に行ったところヘルニアと腎結石が発見されたことを報告[14]。6月2日、腎臓の手術のため、入院[15]。結石は3センチもある巨大なもので、背中を切り内視鏡を入れて石をレーザーで砕く手術であったことをのちに明らかにしている[16]。
- 2023年6月末、アメリカ滞在中に再び激痛を伴う腎結石の症状が出て緊急帰国、手術を行った[17]。腎結石については3か月に1回の検査をしていたものの、前回検査後に1.2センチの石ができていたという[17]。7月24日、退院を報告[18]。

### 出産
- 2018年7月18日に妊娠を公表[19]。同年12月27日に第1子女児を出産した[20]。第1子の父親であるラッパーのRYKEYとの婚姻届は提出せず、事実婚状態にある。理由について、弟の急死にあったことを明かし、「私は絶対に草刈の名字を無くすのが嫌だったし、（兄弟で残ったのが妹だけなので）草刈の姓を継ぐのがいなくなっちゃうということをすごく感じた。父は母親だけの片親だったので、草刈の姓が父だけで止まっている。なので私は相手に草刈家に入ってもらうか、それがだめなら別姓にするという思いがあった」という事情を話している[21]。
- 2019年7月21日にRYKEYとの事実婚関係を解消したと発表。RYKEYは、同月4日に知人へ暴行した現行犯で逮捕されていた[22]。娘は紅蘭がシングルマザーとして育てている[23]。

## 主な出演

### CM
- マキタ　充電式草刈機 MUR142UD/MUR182UDシリーズ（2014年5月 - 2015年） - 父・草刈正雄と共演。

### サポーター
- パンクラス オフィシャルサポーター（2013年7月22日 記者会見より）
- パンクラスエナジー オフィシャルサポーター（2014年3月28日 発表会見より）

### テレビ
- 有吉反省会[7]（日本テレビ、2013年6月9日）
- サンデージャポン（TBSテレビ、2016年10月16日）
- メレンゲの気持ち（日本テレビ、2016年12月17日）
- 絶狼-ZERO- -DRAGON BLOOD-（テレビ東京、2017年1月13日 - 3月31日） - クレヒ 役

### イベント
- 映画『パーフェクト・ヒート』DVD発売記念試写会（2013年6月24日）
- 映画『アイアン・フィスト』公開記念イベント（2013年7月1日）
- 『ダイバーズナイト』（東京ジョイポリス、2013年10月26日）
- 『ASOBINITE!!!』（ドン・キホーテ国際通り店、2013年11月29日・30日）
- 『第７回　Happy Rose アワード』（フラワードリームin東京ビッグサイト、2014年4月12日）
- 『第19回　東京ガールズコレクション』（さいたまスーパーアリーナ、2014年9月6日）

### 雑誌
- SPA!（扶桑社、2013年8月13日/8月20日合併号）
- BLENDA（角川春樹事務所、2013年9月号）
- 週刊女性（主婦と生活社、2013年9月22日号）
- 女性自身（光文社、2013年9月17日号）
- 411 （三栄書房、2013年12月10日号）
- WOOFIN'（シンコーミュージック、2014年7月号）